# Лаком (Орегон)
Лаком (англ. Lacomb) — переписна місцевість (CDP) в США, в окрузі Линн штату Орегон. Населення — 575 осіб (2020).

## Географія
Лаком розташований за координатами 44°35′4″ пн. ш. 122°44′30″ зх. д. / 44.58444° пн. ш. 122.74167° зх. д. (44.584365, -122.741669).  За даними Бюро перепису населення США в 2010 році переписна місцевість мала площу 10,31 км², уся площа — суходіл.

## Демографія
Згідно з переписом 2010 року, у переписній місцевості мешкало 546 осіб у 196 домогосподарствах у складі 149 родин. Густота населення становила 53 особи/км².  Було 208 помешкань (20/км²).
Расовий склад населення:
| - 91,6 % — білих - 3,3 % — корінних американців - 1,8 % — осіб інших рас |

До двох чи більше рас належало 3,3 %. Частка іспаномовних становила 3,8 % від усіх жителів.
За віковим діапазоном населення розподілялося таким чином: 20,9 % — особи молодші 18 років, 59,9 % — особи у віці 18—64 років, 19,2 % — особи у віці 65 років та старші. Медіана віку мешканця становила 47,0 року. На 100 осіб жіночої статі у переписній місцевості припадало 100,7 чоловіків;  на 100 жінок у віці від 18 років та старших — 102,8 чоловіків також старших 18 років.
Середній дохід на одне домашнє господарство  становив 52 255 доларів США (медіана — 41 359), а середній дохід на одну сім'ю — 53 868 доларів (медіана — 41 114). За межею бідності перебувало 8,0 % осіб, у тому числі 1,6 % дітей у віці до 18 років та 12,8 % осіб у віці 65 років та старших.
Цивільне працевлаштоване населення становило 277 осіб. Основні галузі зайнятості: фінанси, страхування та нерухомість — 38,6 %, роздрібна торгівля — 18,4 %, освіта, охорона здоров'я та соціальна допомога — 17,7 %.